# Phajo Drugom Zhigpo
Phajo Drugom Shigpo (tibétain : ཕ་ཇོ་འབྲུག་སྒོམ་ཞིག་པོ, Wylie : pha jo 'brug sgom zhig po), [1184−1251 / 1208−1275], était un bouddhiste tibétain qui a joué un rôle majeur dans la propagation de l'école Drukpa au Bhoutan, pays où il est vénéré et considéré comme une émanation d'Avalokiteśvara. Ses successeurs ont joué un rôle important dans l'histoire du Bhoutan. Les sites sacrés associés à Phajo Drugom Zhigpo et à ses descendants sont inscrits sur la liste des sites du Bhoutan potentiellement admissibles au patrimoine de l'UNESCO.

## Biographie

### Jeunesse
La tradition raconte que juste avant sa mort, Tsangpa Gyare, le fondateur de l'école Drukpa, a fait la prophétie suivante à son neveu et héritier, Onre Darma Senge (1177-1237) : 

« Un fils Khampa du Kham arrive, mais il ne me rencontrera pas. Prenez soin de lui et conduisez-le dans la vallée du sud qui a été visitée et bénie par Orgyen Padma Jungne. Il rendra un grand service au Dharma Bouddha. »

Phajo Drugom Zhigpo est  probablement né en 1184, à Yangtse Babchu Tashigang, dans la région du Do-Kham (Est du Tibet). C'était le plus jeune des trois fils d'un  marchand nommé Dabzang, qui faisait partie d'une branche du clan Gya, et de Achi Palmo Kyid, sa femme ; son nom initial était Dondrub Gyaltsen. L'hagiographie tibétaine de Phajo et l'histoire religieuse bhoutanaise de Drukpa Kagyu parlent de divers signes prémonitoires ou miraculeux qui ont accompagné sa conception, sa gestation et sa naissance. Elles racontent que c'était un enfant précoce et obstiné.
Il a commencé ses études à l'âge de sept ans avec un prêtre Nyingmapa qui lui a appris à lire et à écrire. À l'âge de 12 ans il est parti étudier auprès d'un maître Nyingmapa nommé Tharpalingpa qui lui a fait passer l'ensemble des vœux de dévot laïc et lui a donné le nom de Tarpa Gyaltsen. Cet enseignant lui a transmit les connaissances sur la génération de la grande pensée de l'illumination. Il lui a donné des enseignements sur les niveaux Maha, Anu et Ati du Tantra, du Dzogchen et en particulier une initiation et des enseignements sur « Les cycles de Mahākāruṇika » ( Le Grand Compatissant, un des noms d'Avalokiteśvara ). Il a également appris l'ensemble des cycles des Huit Commandements ( bka brgyad ).
Un lama l'a initié aux textes Mahamudra dissipant les ténèbres de l'ignorance  et à un texte Chöd intitulé L'enseignement profond de la découpe d'objets au cours d'une seule séance.
Il a ensuite effectué une méditation prolongée à Lingkar Drak, un lieu béni par le Gourou Padmasambhava.

### Rencontre avec Sangey Onre Darma Senge
La légende raconte qu'un jour, des commerçants de Jang Taklungil lui firent connaitre la réputation spirituelle de Tsangpa Gyare. Le simple fait d’entendre ce nom provoqua en lui un profond sentiment de dévotion et les larmes lui vinrent aux yeux. Bouleversé par cette émotion, il prit la décision de se rendre à Ralung pour rencontrer Tsangpa Gyare. Il demanda à son professeur la permission de partir en pèlerinage à Lhassa et à Samye. Après avoir reçu les dernier enseignements de son professeur, il prit la route. Il lui fallut près d'un an pour atteindre la région d'Ü-Tsang au Tibet.
Alors qu'il était à Samye, deux ascètes lui apprirent la nouvelle du décès de Tsangpa Gyare ; il en perdit connaissance. Lorsqu'il reprit ses esprits, on lui parla d'Onre Darma Sengye, le régent de Tsangpa Gyare à Ralung, dont l’œuvre spirituelle était comparable à celle de Tsangpa Gyare. À l'âge de 33 ans, Tharpa Gyaltsen arriva à Ralung. Conformément aux instructions de Tsangpa Gyare, Onre Darma Sengye le prit comme disciple et lui donna les enseignements de la tradition Drukpa Kagyu. Après avoir reçu les enseignements pendant environ un an, Tharpa Gyaltsen médita à Jekar et Longdol et « pratiqua intensément la méditation pendant trois ans, consolida pleinement sa réalisation et perfectionna sa maîtrise du Mahamudra ». Il est ensuite retourné voir son maître Onre Darma Sengye pour lui raconter son expérience. Impressionné par sa réalisation, Onre lui donna le nom de Phajo Druggom Zhigpo et lui accorda la totalité des pouvoirs et enseignements de Rechungpa : la Transmission chuchotée à l'oreille  de Samvara .
Quand le temps fut venu, Onre Darma Senye lui parla de la prophétie de Tsangpa Gyare et lui donna des consignes sur sa mission au Bhoutan. En 1224, à l'âge de 40 ans, Phajo parti au Bhoutan afin de réaliser la prophétie de Tsangpa Gyare.

### Œuvres au Bhoutan
La tradition raconte que Phajo arriva au Bhoutan à Lingzhi. Au moment de son arrivée, un évènement extraordinaire se produisit : une vache appartenant à Matong Gyin, un homme riche du lieu, donna naissance à un veau à la tête d'âne et à la queue de serpent. L'homme demanda de l'aide à Phajo. Le saint conjura l'esprit maléfique et redonna à l'animal un aspect normal. Tous les nomades de Lingzhi se rassemblèrent alors et offrirent à Phajo le Jagoe Dzong et toutes les terres qui l'entourent.
Phajo partit ensuite méditer à Paro Taktsang pendant un mois. Au cours de sa méditation il eut une vision du Gourou Padmasambhava qui lui demandait de voyager à travers le pays et de méditer à douze endroits :
- Quatre Dzongs (forteresses) - Taktsang Sengye Samdrub Dzong, Tago Choying Dzong, Lingzhi Jagoe Dzong et Yangtse Thubo Dzong ;
- Quatre Draks (rochers) - Gom Drak, Thukje Drak, Tsechu Drak et Dechen Drak
- Quatre Phugs (grottes) - Tsedong Phug, Gawa Phug, Langthang Phug et Sengye Phug.

Pendant son séjour à Darkar Latse, Phajo rencontra Achog et la prit comme épouse. Un fils est né et a reçu le nom de Dampa. Lorsque Phajo est allé à Wang Sinmo, il a rencontré sur le pont Chagzam une jeune femme nommée Sonam Paldron. Celle-ci portait les signes d'une Dakini. Puisque  Phajo avait eu la prophétie de cette rencontre dans une vision, il la prit également pour épouse. Le pont est aujourd'hui appelé « Pont de Lungten Zampa », ou « Pont de la Prophétie ». Phajo a donné à sa nouvelle épouse tous les enseignements et initiations de la tradition Drukpa. Ensuite, ils sont allés méditer à la grotte Dodena, où se trouve aujourd'hui le monastère de Tango. Au cours de cette méditation, une vision d'Hayagriva lui a demandé de prolonger sa lignée afin de développer la tradition Drukpa. Neuf mois après, Sonam Paldron a donné naissance à une fille.
Il a ensuite laissé son épouse et sa fille à Dodena, pour aller méditer dans tous les lieux prophétisés. Un jour, alors qu'il se trouvait au Dechen Drak, le fil de son chapelet s'est rompu et les perles se sont éparpillées dans toutes les directions. C’était le présage que ses enseignements se répandraient à l’avenir dans tout le pays.
Avant la venue de Phajo Druggom, c'étaient les disciples de Nyoe Gyalwa Lhanangpa (aussi appelé Lhapa), qui avaient une grande influence et qui contrôlaient une grande partie de l'ouest du Bhoutan. Après sa venue, ce son les disciple de Phajo qui sont devenus les plus influents.
Sonam Paldron a donné naissance à sept fils. Un jour, Phajo voulu déterminer lesquels étaient des démons et lesquels pouvaient préserver sa lignée. Pour cela, il les emmena sur un pont et les jeta dans la rivière. Trois fils se sont noyés et quatre sont sortis indemnes. Cette histoire s'est répandue dans le pays et chez les adèptes de Lhakpas, derniers défenseurs de l'école de Lhanangpa (Dregung Kaguye). Ces derniers seraient devenus envieux et hostiles alors que les deux partis cherchaient à dominer la région. On raconte que Lhapas a envoyé une lettre à Phajo disant : « Vous ne pouvez pas répandre votre enseignement sans mon consentement car c'est moi qui a initié le premier enseignement dans le pays. Vous devriez plutôt vous occuper du monastère de Jathel Dzong ou alors servir en harmonie avec moi. Dans le cas contraire, nous aurons des différends ".
Phajo n'a pas tenu compte ce cette menace et a répondu qu'Onre Darma Sengye l'avait chargé de répandre l'enseignement Drukpa conformément à la prophétie de Tsangpa Gyare. Le conflit s'est installé entre les Lhapas et Phajo. Ce dernier est sorti vainqueur et a pu développer le Drukpa kagyued. Quand Noge Gelwa Lhanangpa a appris la nouvelle, il a informé ses disciples que la Drukpa deviendrait la doctrine du petit royaume.
Phajo a développé les enseignements de la Drukpa et en a fait l'école principale de l'ouest du Bhoutan. Il a exercé une influence politique et spirituelle considérable dans le reste du pays. Il a ensuite transmis l'enseignement à ses fils et les a envoyés en mission dans les autre régions qu'ils ont dirigé selon les principes du Dharma. Phajo mourut à Tango en 1251, à l'âge de 68 ans.

## Sources
- Dargye, Yonten et Sørensen, PK (2001) ; La biographie de Pha 'Brug-sgom Zhig-po intitulée Le courant de compassion. Thumphu : Bibliothèque nationale du Bhoutan . (ISBN 99936-17-00-8)
- Dargye, Yonten. (2001) Histoire de l'école Drukpa Kagyud au Bhoutan (12e au 17e siècle apr. J.-C.) (ISBN 99936-616-0-0)
- Ardusi, John A. (2000). La maison de 'Ob-mtsho — Histoire d'une famille de noblesse bouddhiste du XIIIe au XXe siècle . dans Journal of Bhoutan Studies Vol 2:1 p. 1-29. Thimphu : Centre d'études sur le Bhoutan.